# Решоткино
Решо́ткино — деревня в Клинском районе Московской области. Входит в состав городского поселения Клин. Население — 1084 чел. (2010). Расположена в 7 км от Клина. В 1995—2006 годах — центр Решоткинского сельского округа.
В деревне Решоткино располагается центр Решоткинского территориального округа городского поселения Клин.

## История
21 августа 2021 года официально отмечалось 255-летие деревни.
1 сентября 1986 года на базе Клинской средней школы № 12 и Коноплинской начальной школы основана Решоткинская средняя общеобразовательная школа, с 2011 года школа — девятилетняя.

## Население
| 2002 | 2006  | 2010  |
| ---- | ----- | ----- |
| 1247 | ↘1238 | ↘1084 |

## Объекты
- Средняя общеобразовательная школа (МОУ-Решоткинская СОШ)
- детский сад № 48 «Снежинка»
- филиал сельской библиотеки (№ 26)
- отделение почтовой связи (141625)
- сельский клуб «Молодёжный»
- сельская администрация
- котельная
- медпункт
- 2 магазина

А также около 100 жилых домов, в том числе 8 многоквартирных (многоэтажных).
Улицы: Весенняя, Заречная, Лесная, Мира, Ольховая, Полевая, Зимняя, Осеняя

## Транспорт
Имеется прямое автобусное сообщение с городом Клин — автобусы автоколонны № 1792
- 24 Клин — Решоткино — Нудоль — Ново-Петровское
- 29 Клин — Решоткино — Караваево — Троицкое — Кузнецово — Поджигородово — Тиликтино
- 41 Клин — Решоткино — Малеевка — Екатериновка — Кузнецово — Щекино
- 44 Клин — Решоткино — поворот на Бакланово — Нарынка
- 44к Клин — Решоткино — Марков Лес — поворот на Бакланово[7][8].

Рядом с деревней проходит Московское большое кольцо.